# Hakpara
Hakpara – gaun wikas samiti we wschodniej części Nepalu w strefie Sagarmatha w dystrykcie Siraha. Według nepalskiego spisu powszechnego z 2001 roku liczył on 733 gospodarstw domowych i 4242 mieszkańców (2075 kobiet i 2167 mężczyzn).